# Estrada Parque Vicente Pires (DF-079)
A DF-079, também chamada Estrada Parque Vicente Pires (EPVP) é uma rodovia radial do Distrito Federal, no Brasil.
Apesar do nome, a via fica entre as regiões administrativas de Águas Claras e Park Way, também passando por Arniqueira e não em Vicente Pires, embora seu início seja na intersecção entre Águas Claras, Park Way e Vicente Pires. Conta com seis faixas, sendo três em cada sentido, onde circulam cerca de sessenta mil veículos por dia. Liga a Estrada Parque Taguatinga (EPTG), a DF-085, e a Estrada Parque Núcleo Bandeirante (EPNB), a DF-075. Além da ponte sobre o Córrego Olhos d'Água, terá uma outra ponte sobre o Córrego Samambaia, feita devido aos problemas de inundação decorrentes da galeria atual.
É uma das estradas parque - tradução literal das vias americanas chamadas parkway - cuja ideia veio de Lúcio Costa para vias de trânsito rápido, sem interrupções e com uma paisagem bucólica, diferente das caóticas rodovias tradicionais, o que acabou se perdendo com o tempo.